# Permanent Secretary
Permanent Secretary ist eine Amtsbezeichnung im britischen Civil Service. Er ist der höchste Beamte in einem Ministerium und führt dessen administratives Tagesgeschäft. In einigen Ministerien lautet der vollständige Titel Permanent Under-secretary of State (PUS), dieser wird aber selten genutzt.
Permanent Secretary sind die nicht-politischen Staatsbeamten, die in der Regel ihre Position mehrere Jahre ausführen. Im Gegensatz zu den politischen Secretaries of State – auch Minister genannt – denen sie unterstellt sind.
In Deutschland ist das Amt funktional mit dem Staatssekretär vergleichbar und wurde durch die britische Satire Yes Minister bekannt.

## Geschichte
Als Lord Grey sein Amt als Premierminister des Vereinigten Königreichs im Jahre 1830 übernahm, forderte er Sir John Barrow auf, sein Amt als Zweiter Sekretär der Admiralität weiterzuführen. Damit begann die Tradition, als leitender Beamter bei einem Regierungswechsel im Amt zu verbleiben. Während Barrows Amtszeit wurde das Amt in „Permanent Secretary“ umbenannt.

## Ehrungen
Sie werden, nach fünf Dienstjahren oder wenn sie in den Ruhestand versetzt werden, üblicherweise zum Knight oder Dame Commander in the Order of the Bath ernannt. Im Foreign and Commonwealth Office werden sie Knight or Dame Commander of the Order of St Michael and St George.